# Kabir
Kabir (IAST: Kabīr, hindi: कबीर, urdu: کبير‎; Varanasi, ca. 1440 — Maghar, ca. 1518) foi um dos grandes poetas místicos ou santos-poetas da Índia medieval (Século XV), cujo escritos influenciaram o movimento bhakti do hinduísmo. Os versos de Kabir são encontrados na escritura do Siquismo, Guru Granth Sahib. Seus escritos mais famosos incluem suas dohas ou dísticos.
Kabir é conhecido por ser crítico tanto do hinduísmo quanto do islamismo, afirmando que foram mal orientados pelos Vedas, questionando a hipocrisia e seus rituais de iniciação sem significados, evidentes em várias práticas religiosas de sua época. Durante sua vida, ele foi ameaçado tanto por hindus quanto por muçulmanos por suas citações.
Kabir não se definia como hindu, muçulmano ou sufi. Ele desprezava credos, denominações e ascetismos, levando a filosofia oriental a um novo rumo. Para Kabir, a vida era reduzida a um jogo entre a alma de cada homem (atman) e Deus (paramatman). Alcançar a união de ambos seria a missão da vida terrena.
Kabir foi contemporâneo de outros protagonistas famosos do movimento bhakti da Índia medieval, tais como Mirabai, Caitanya, Tulsidas e Guru Nanak, o principal preceptor dos sikhs. O legado de Kabir sobrevive e continua através da Kabir Panth ("Caminho de Kabir"), uma comunidade religiosa que o reconhece como seu fundador e é uma das seitas de Sant Mat. Seus membros são conhecidos como Kabir panthis.

## Início da vida e antecedentes
Apesar de existir muitas lendas e escritos de Kabir, pouco se sabe sobre ele. As fontes históricas são escassas e a maioria é difícil de comprovar. Os anos de nascimento e morte de Kabir são incertos. Alguns historiadores dizem 1398–1448 como o período que Kabir viveu, enquanto outros dizem 1440–1518.
Muitas lendas, inconsistentes em seus detalhes, existem sobre sua família de nascimento e vida precoce. Kabir foi pego de uma família hindu e depois criado por uma família muçulmana. No entanto, os estudos modernos abandonaram essas lendas por falta de evidências históricas, e Kabir é amplamente aceito por ter família de tecelões muçulmanos.
Alguns estudiosos afirmam que os pais de Kabir podem ter sido recém-convertidos ao islamismo, eles e Kabir provavelmente desconheciam a tradição ortodoxa islâmica, e provavelmente seguiriam a escola do Hinduísmo Nath (Shaiva Yogi). Essa visão, embora contestada por outros estudiosos, foi resumida por Charlotte Vaudeville da seguinte forma:

Kabir era oficialmente um muçulmano, embora pareça provável que alguma forma de nathismo fosse sua tradição ancestral. Isso por si só explicaria sua relativa ignorância dos princípios islâmicos, sua notável familiaridade com as práticas de ioga tântrica e seu uso generoso de seu jargão esotérico [em seus poemas]. Porém, ele parece muito mais familiarizado com as atitudes e filosofia básicas de Nath-Panthi do que com a tradição ortodoxa islâmica".
— Charlotte Vaudeville sobre Kabir (1974)

Acredita-se que Kabir tenha se tornado o primeiro discípulo do poeta-santo Bhakti, Swami Ramananda, em Varanasi, conhecido pelo vaishnavismo devocional, com uma forte inclinação à filosofia monista Advaita, ensinando que Deus estava dentro de cada pessoa, de tudo. Acredita-se que o santo hindu Ramananda claramente se recusou a aceitá-lo como seu discípulo oficialmente, mas Kabir aceitou muito habilmente seu capuz de discipulado cobrindo-se em um pano e deitado nos degraus que levavam ao Rio Ganges, onde Ramananda foi obrigado a ir para um mergulho sagrado no rio antes do amanhecer: o santo o tocou acidentalmente com seu pé e habitualmente gritou "Rama, Rama!", tendo tocado ele com os pés e citando as mais sagradas palavras do hinduísmo (que se tornaram o "guru-mantra" de Kabir), foram suficientes, mesmo para o ortodoxo Ramananda para aceitá-lo como seu discípulo.
Algumas lendas afirmam que Kabir nunca se casou e levou a vida de um celibatário. A maioria dos estudiosos conclui da literatura histórica que esta lenda também é falsa, que Kabir provavelmente era casado, sua esposa provavelmente se chamava Dhania, eles tinham pelo menos um filho chamado Kamal e uma filha chamada Kamali.
Quando ele morreu, tanto os hindus quanto os muçulmanos o reivindicaram como deles e houve uma disputa para cremar ou enterrar seu cadáver. Os hindus queriam cremá-lo conforme a sua tradição e os muçulmanos queriam enterrá-lo, seguindo seus costumes.
Há uma história popular a respeito de sua morte, que é ensinada como evento histórico em muitas escolas indianas, após essa disputa, quando abriram o caixão para disputar o corpo, lá encontraram um livreto sobre sua filosofia desdenhando tanto as crenças hindus quanto as muçulmanas e um buquê de suas flores favoritas! O corpo do santo havia desaparecido e nunca jamais foi encontrado.

## Sua doutrina
Kabir ficou famoso por desdenhar profundamente qualquer tipo de designação ou filiação religiosa, e sua filosofia e ideais de relacionamento amoroso com Deus eram expressos de maneira metafórica, conforme tanto a corrente vedantista do hinduísmo (advaita) quanto a corrente de bhakti, empregando o hindi, na forma vernacular.
Kabir expunha seus princípios religiosos de forma bastante simples, onde a vida nada mais é do que uma interrelação entre Deus (paramatma) e a alma individual (jivatma), visando a união e harmonia. Ele considerava útil para a conclusão desta união a observância de alguns princípios religiosos, alguns tipicamente hindus como o conceito de um Absoluto, a reencarnação e as leis do karma, outros tipicamente sufis como o ascetismo e misticismo, tendo influenciado não somente os hindus e muçulmanos da sua época, como também enormemente os sikhs, a ponto de Kabir ser considerado um dos gurus do principal preceptor dos sikhs, Guru Nanak.
Mas na verdade, em sua obra mais eminente, o Bijak (a Semeadura), ele rejeitava tanto os Vedas quanto o Alcorão, e advogava a simplicidade do caminho sahaja (o caminho natural; lit “da sua própria maneira”) que a alma individual acaba se unindo ao Absoluto.
Sua grande obra filosófica é considerada a quintessência do ecletismo religioso e pode ser resumida com a sua expressão mais famosa: “Koi bole Ram Ram Koi Khudai..”, “quer alguém cante Rama (nome hindu de Deus) ou Khuda (nome árabe de Deus) ...” o objetivo é sempre o mesmo, pois Deus é um só.

## Obra poética

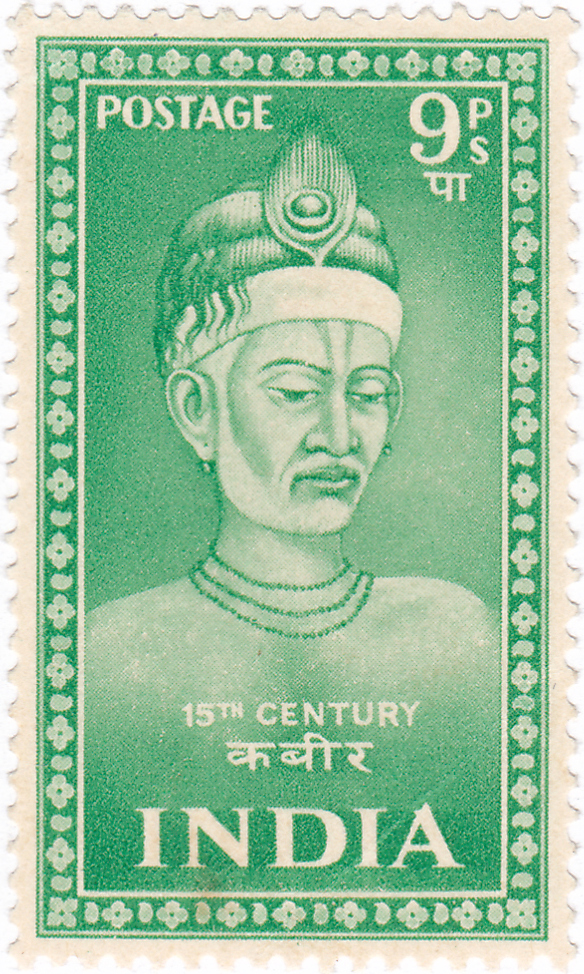
Selo postal indiano retratando Kabir, 1952

A poesia de Kabir tornou-se conhecida no Ocidente em 1915, quando Rabindranath Tagore traduziu, para o inglês, cem de seus poemas, cuja edição foi realizada com a colaboração de Evelyn Underhill. Esta versão está disponível no Projeto Gutenberg.
Em 2003, a obra de Kabir  foi traduzida com maior abrangência e rigor, por Vinay Dharwadker. Canções de Kabir foi traduzida por Arvind Krishna Mehrotra.
A tradução brasileira dos cem poemas, foi feita por José Tadeu Arantes, a partir da versão inglesa de Tagore. Doze poemas em versão portuguesa estão disponíveis no blog do tradutor.
Os poemas de Kabir eram em vernáculo hindi, emprestados de vários dialetos, incluindo Avadhi e Braj. Seus poemas cobrem vários aspectos da vida e clamam por uma devoção amorosa por Deus. Kabir compôs seus versos com simples palavras em hindi. A maior parte de seu trabalho estava relacionada à devoção, misticismo e disciplina.

Lá, onde reina a eterna primavera,

Onde o som não percutido soa por si só,

Onde a luz imaculada preenche o espaço todo;

Lá, onde milhões de Bramas lêem os Vedas,

Onde milhões de Vixnus inclinam suas cabeças,

Onde milhões de Xivas imergem em contemplação,

Lá, onde milhões de Krishnas sopram suas flautas,

Onde milhões de Sarasvatis dedilham as douradas vinas,

Onde a miríades de deuses, anjos e iluminados vivem contentes;

Lá, nessa outra margem que poucos alcançam,

Nessa praia distante, meu amado Senhor se desvela,

E o odor de flores e pasta de sândalo perfuma esse confim
— Kabir, II.57
Traduzido por José Tadeu Arantes (Traduzido para o inglês por Rabindranath Tagore)
Kabir e seus seguidores nomearam seus poemas compostos de sabedoria de "bāņīs" (enunciados). Estes incluem canções e dístico, chamados variadamente dohe, śalokā (sânscrito: ślokā), ou sākhī (sânscrito: sākşī).  O último termo significa "testemunha", implicando que os poemas são evidências da Verdade.
Obras de arte com composições atribuídas a Kabir incluem Kabir Bijak, Kabir Parachai, Sakhi Granth, Adi Granth (Sikh) e Kabir Granthawali (Rajastão). No entanto, com exceção de Adi Granth, versões significativamente diferentes desses textos existem e não está claro qual delas é original; por exemplo, Kabir Bijak existe em duas grandes recensões.
Os poemas de Kabir foram compostos verbalmente no Século XV e transmitido boca-a-boca apenas no Século XVII. Kabir Bijak foi compilado e escrito pela primeira vez no século XVII. Estudiosos afirmam que esta forma de transmissão, através da geografia e através de gerações gerou mudança, interpolação e corrupção dos poemas. Além disso, canções inteiras eram fabricadas e dísticos novos inseridos por autores desconhecidos e atribuídos a Kabir, não por desonestidade, mas por respeito a ele e pela exuberância criativa da tradição oral anônima encontrada nas obras literárias indianas. Estudiosos têm procurado estabelecer poesias que realmente vieram de Kabir e seu valor de historicidade.

### Autenticidade
Numerosos poemas são atribuídos a Kabir, mas estudiosos duvidam da autenticidade de muitas canções creditadas a ele.
A tradução e compilação  em inglês de Rabindranath Tagore "One Hundred Poems of Kabir" (Cem Poemas de Kabir) foi publicada pela primeira vez em 1915, e tem sido uma reimpressão clássica e amplamente divulgada particularmente no Ocidente. Estudiosos acreditam que apenas seis dos seus cem poemas são autênticos, e questionaram se Tagore introduziu as perspectivas teológicas prevalentes sobre Kabir, já que ele traduziu poemas no início do século 20 que ele supôs serem de Kabir. Os poemas não autênticos, no entanto, pertencem ao movimento Bhakti da Índia medieval, e podem ser de admiradores de Kabir que viveram mais tarde.

### Filosofia

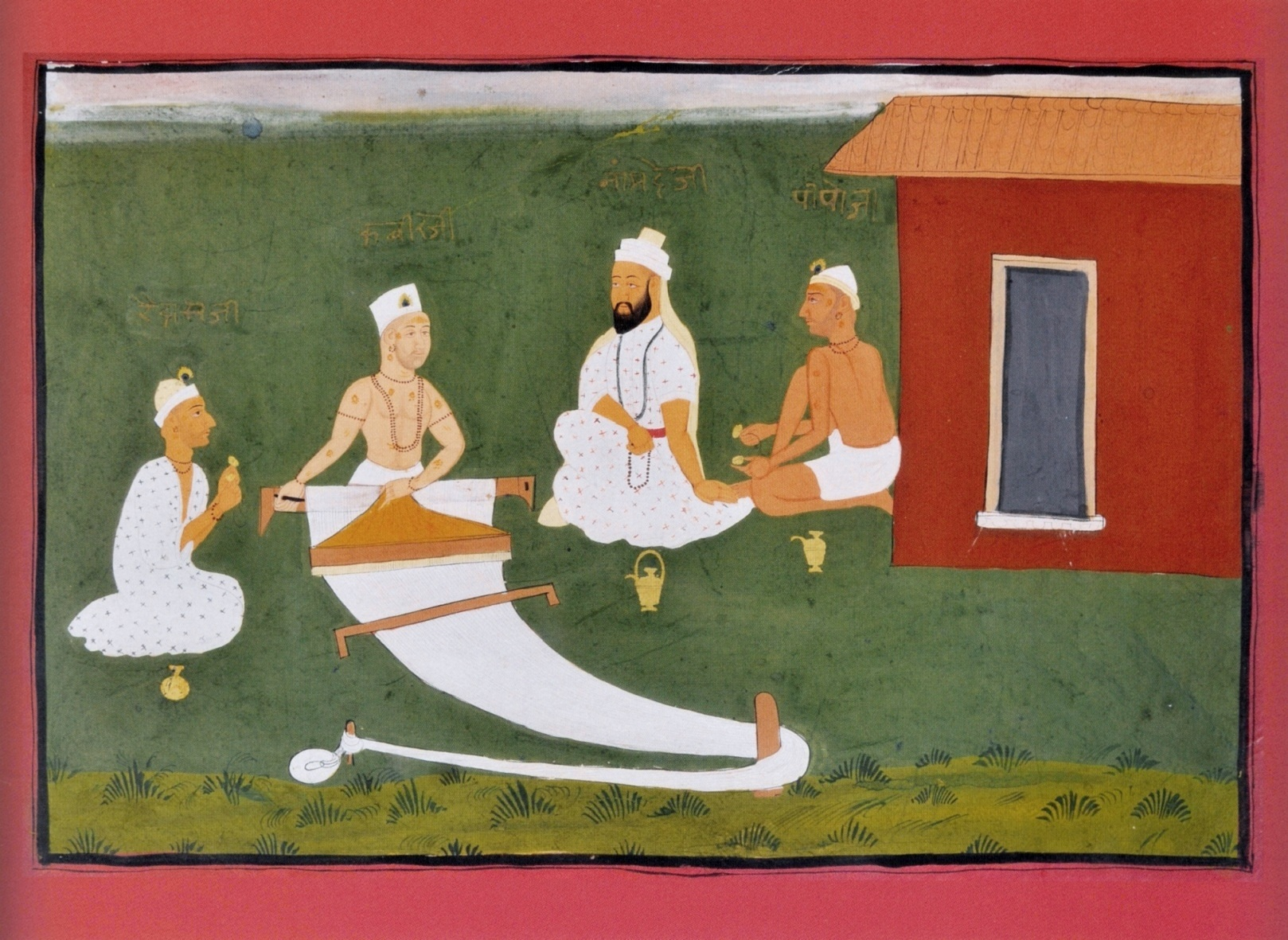
Santo Kabir com Namdeva, Raidas, e Pipaji. Jaipur, início do século XIX, Museu Nacional de Nova Deli.

Algumas pessoas sugerem que a filosofia de Kabir é uma síntese sincrética do Hinduísmo e do Islamismo, mas os estudiosos afirmam amplamente que isso é falso e um mal-entendido sobre Kabir. Ele questionou a necessidade de qualquer livro sagrado, como declarado em Kabir Granthavali da seguinte forma:

Lendo livro após livro o mundo inteiro morreu,

e nunca ninguém aprendeu!
— Kabir Granthavali, XXXIII.3M
Traduzido por Charlotte Vaudeville
Muitos estudiosos interpretam a filosofia de Kabir questionando a necessidade de religião, em vez de tentar propor unidade hindu-muçulmana ou uma síntese independente de uma nova tradição religiosa. Kabir rejeitou a hipocrisia e os rituais errados evidentes em várias práticas religiosas de sua época, incluindo as do islamismo e do hinduísmo.

Santos, eu vi os dois caminhos.

Hindus e muçulmanos não querem disciplina, querem comidas saborosas.

O hindu mantém o jejum do décimo primeiro dia, comendo castanhas e leite.

Ele restringe seus grãos, mas não seu cérebro, e quebra seu jejum com carne.

O turco [muçulmano] ora diariamente, jejua uma vez por ano e canta "Deus! Deus!" como um galo.

Que paraíso é reservado para pessoas que matam galinhas no escuro?

Em vez de bondade e compaixão, eles expulsam todo desejo.

Um mata com um golpe, deixa o sangue cair, em ambas as casas queima o mesmo fogo.

Turcos e Hindus têm um caminho, o guru deixou claro.

Não diga Ram, não diga Khuda [Allah], assim diz Kabir.
— Kabir, Śabda 10
Traduzido em inglês por Linda Hess e Shukdeo Singh
Em Bijak, Kabir zomba da prática de rezar a avatares como Buda, afirmando que "não chame o mestre Buda, ele não abateu demônios". Kabir pediu às pessoas que olhassem dentro de si mesmas e considerassem todos os seres humanos como manifestação das formas vivas de Deus:

Se Deus estiver dentro da mesquita, a quem pertence esse mundo?

Se Ram estiver dentro da imagem que você encontra em sua peregrinação,

então quem está lá para saber o que acontece?

Hari está no leste, Allah está no oeste.

Olhe dentro do seu coração, pois lá você encontrará Karim e Ram;

Todos os homens e mulheres do mundo são Suas formas vivas.

Kabir é o filho de Allah e de Ram: Ele é meu Guru, Ele é meu Pir.
— Kabir, III.2
Traduzido por Rabindranath Tagore
Charlotte Vaudeville afirma que a filosofia de Kabir e outros santos do movimento de Bhakti é a busca do Absoluto. A noção deste Absoluto é nirguna que, escreve Vaudeville, é o mesmo que "o conceito Upanixade do Brâman-Atman e a interpretação monista Advaita da tradição Vedântica, que nega qualquer distinção entre a alma [dentro de um ser humano] e Deus, e exorta o homem a reconhecer dentro de si sua verdadeira natureza divina ".
Vaudeville observa que essa filosofia de Kabir e outros santos Bhakti é auto-contraditória, porque se Deus está dentro, então isso seria um chamado para abolir todo bhakti externo. Essa inconsistência nos ensinamentos de Kabir pode estar diferenciando a "união com Deus" do conceito de "fundir-se com Deus, ou Unicidade em todos os seres".

### Influência do Islã
Lorenzen, em sua resenha da filosofia e da poesia de Kabir, escreve: "A extensão em que Kabir emprestou elementos do Islã é controversa. Muitos estudiosos recentes argumentam que ele simplesmente rejeitou o Islã e tirou quase todas as suas ideias e crenças da tradição hindu. Kabir Panth sadhus contemporâneo, faz aproximadamente o mesmo argumento: a maioria do vocabulário usado em suas canções e versos é emprestado diretamente da tradição hindu, mas é difícil não ver a influência do Islã em sua insistência na devoção a um único Deus, um deus Kabir na maioria das vezes chamado Ram".
Alguns estudiosos afirmam que as imagens sexuais de alguns dos poemas de Kabir refletem uma influência mística do Islã Sufi, na qual Kabir inverte a tradicional representação Sufi de uma mulher-Deus e devoto-homem que anseia por uma união, e usa a imagem do Senhor-marido e devota-noiva. Outros estudiosos, em contraste, afirmam que não está claro se as ideias Sufis influenciaram os santos Bhakti como Kabir ou foi vice-versa, sugerindo que eles provavelmente co-desenvolveram através da interação mútua.
Kabir deixou o Islã, afirma Ronald McGregor, mas isso não significa que Kabir adotou crenças hindus. Kabir, no entanto, criticou práticas como matar e comer vaca por muçulmanos, de uma maneira que os hindus criticaram essas práticas:

Nós pesquisamos o "turaki dharam" (A religião do Turco, Islã), esses professores lançam muitos raios,

De forma imprudente, demonstram orgulho ilimitado, enquanto explicam seus próprios objetivos, eles matam vacas.

Como eles podem matar a mãe, cujo leite eles bebem como o de uma ama de leite?

Os jovens e os velhos bebem o pudim de leite, mas esses tolos comem o corpo da vaca.

Esses idiotas não sabem nada, vagam pela ignorância,

Sem olhar para o coração, como alguém pode alcançar o paraíso?
— Kabir, Ramaini 1
Traduzido por David Lorenzen

### Perseguição e impacto social
Os versos de Kabir sugerem que ele foi perseguido por suas opiniões, enquanto ele estava vivo. Ele afirmou, por exemplo:

Santos eu vejo, o mundo está louco.

Se eu disser a verdade, eles correm para me bater

Se eu mentir, eles confiam em mim.
— Kabir, Sabda 4

A resposta de Kabir à perseguição e à difamação foi acolhê-las. Ele chamou o caluniador de amigo, expressou gratidão pela calúnia, pois isso o aproximou de seu deus. Winand Callewaert traduz um poema atribuído a Kabir na tradição  ascética-guerreira Dadupanthi dentro do Hinduísmo, como segue:

Mantenha o caluniador perto de você, construa-lhe uma cabana em seu pátio -

Pois, sem sabão ou água, ele limpará seu personagem.
— Kabir, Sākhī 23.4

As lendas sobre Kabir o descrevem como o oprimido que, mesmo assim, é vitorioso nos julgamentos por um Sultão, um Brâmane, um Cádi, um comerciante, um deus ou uma deusa. As mensagens ideológicas nas lendas apelaram aos pobres e oprimidos. Segundo David Lorenzen, as lendas sobre Kabir refletem um "protesto contra a discriminação social e a exploração econômica", elas apresentam a perspectiva dos pobres e impotentes, não dos ricos e poderosos. No entanto, muitos estudiosos duvidam que essas lendas de perseguição sejam autênticas, apontam para a falta de qualquer evidência corroboradora, consideram improvável que um sultão muçulmano recebesse ordens de brâmanes hindus ou a própria mãe de Kabir exigisse que o sultão punisse Kabir e questionasse a historicidade de suas lendas.